# Mandaqui
 (signalé en juin 2025).
Si vous disposez d'ouvrages ou d'articles de référence ou si vous connaissez des sites web de qualité traitant du thème abordé ici, merci de compléter l'article en donnant les références utiles à sa vérifiabilité et en les liant à la section « Notes et références ».
- Archive Wikiwix
- Bing
- Cairn
- DuckDuckGo
- E. Universalis
- Gallica
- Google
- G. Books
- G. News
- G. Scholar
- Persée
- Qwant
- (zh) Baidu
- (ru) Yandex
- (wd) trouver des œuvres sur Wikidata

Mandaqui est un district situé dans la zone nord de la municipalité de São Paulo. Son jour officiel est le 6 octobre, avec le quartier homonyme. Il abrite une partie de la Serra da Cantareira et du Parc de Cantareira, l'une des plus grandes forêts urbaines natives du monde.
Les quartiers du district de Mandaqui sont : Vila Santo Antônio; Jardim Pícolo; Conjunto Residencial Santa Terezinha; Parque Mandaqui; Chácara do Encosto; Vila Vitória Mazzei; Vila Aurora; Jardim Paraíso; Jardim Vieira de Carvalho; Jardim Ormendina; Jardim Sônia; Jardim Santa Inês; Conjunto Residencial Santo Antônio; Jardim Carlu; Vila Amélia; Vila Romero; Jardim Malba; Jardim Maninos; Vila Basiléa; Lauzane Paulista; Jardim Emília; Vila Santos; Jardim Flamingo; Parque Cantareira; Pedra Branca; Jardim Itatinga. Une grande partie de l'extrémité nord du district est occupée par la Serra da Cantareira, en plus du parc d'État Albert Löefgren - Horto Florestal.

## Histoire
En langue tupi, le terme Mandihy signifie rivière des Mandis, ou les poissons-chats. Au fil du temps, les gens ont commencé à désigner la région comme la terre de Mandaqui.

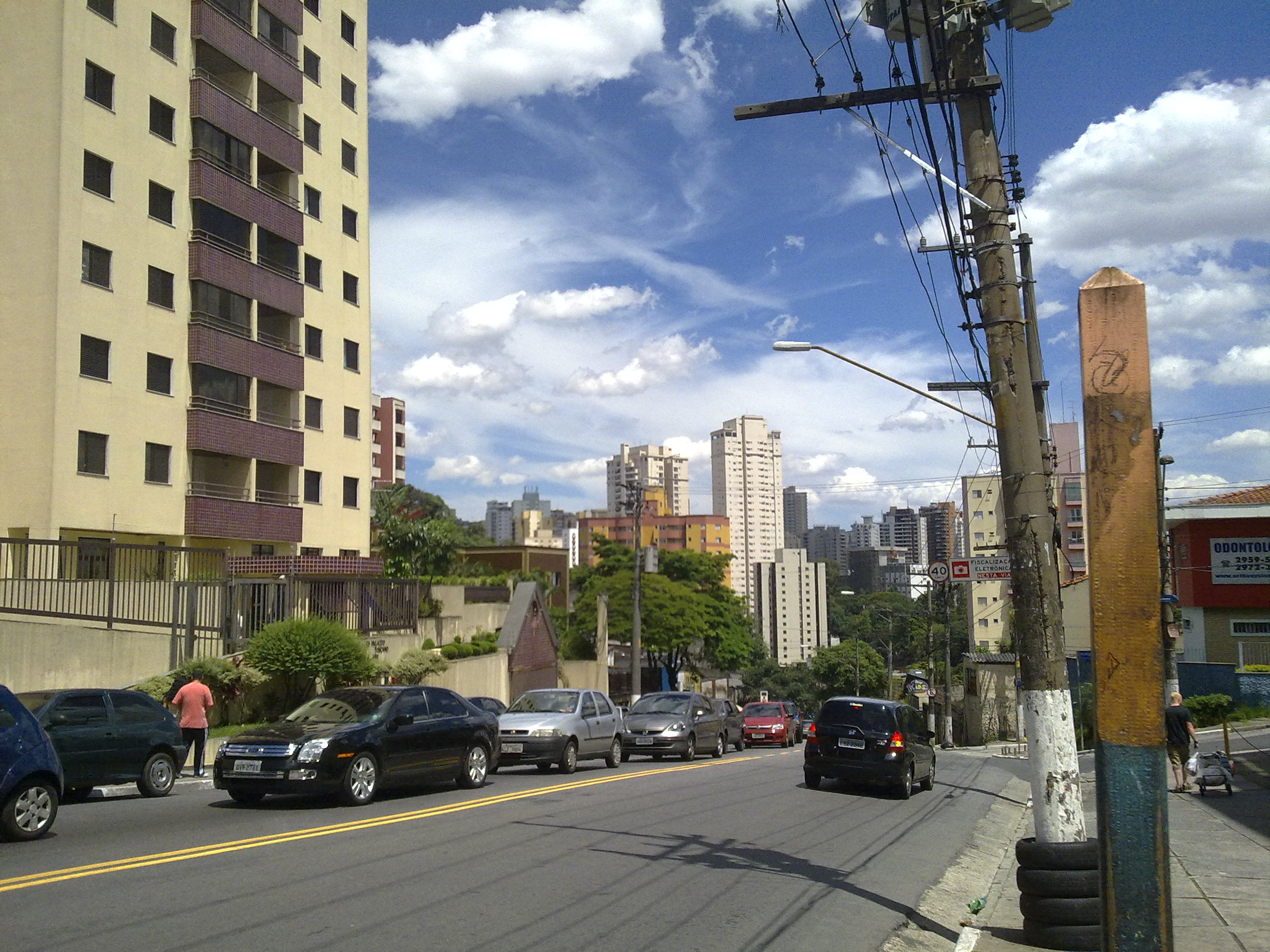
Mandaqui et en arrière-plan Alto de Santana.

La première référence à Mandaqui est datée de l'année 1616, car le conseil municipal de l'ancienne Vila de São Paulo de Piratininga a autorisé le bandeirante Amador Bueno da Ribeira à la construction d'un moulin de blé à côté du ruisseau Mandaqui. Après la construction de l'équipement hydraulique dans la zone, Josaphat Batista Soares, l'un des plus anciens habitants du quartier, a installé une ferme Pilão de Água.
Le quartier est devenu un bastion pour les immigrants européens, qui se sont installés dans les fermes de la région, près de Serra da Cantareira et Horto Florestal. La famille Zumkeller, Suisses d'origine allemande, s'est installée à côté de l'actuel Conjunto dos Bancários. Ils ont planté des vignes, produit du vin et élevé des vaches laitières. En 1928 Alfredo Zumkeller, le patriarche de la famille, partagea ses propriétés avec ses fils, qui commencèrent à les subdiviser. Le M. Zumkeller a été honoré avec l'une des routes du district.
Au XIXe siècle, le quartier abritait l'une des haltes de l'historique Tramway de Cantareira. L'ancienne gare était située sur la rua Professor Valério Giuli, au coin de la rua Voluntários da Pátria. Il y a actuellement une résidence sur le site. À partir des années 1960, le quartier commence à se verticaliser.

## Caractéristiques

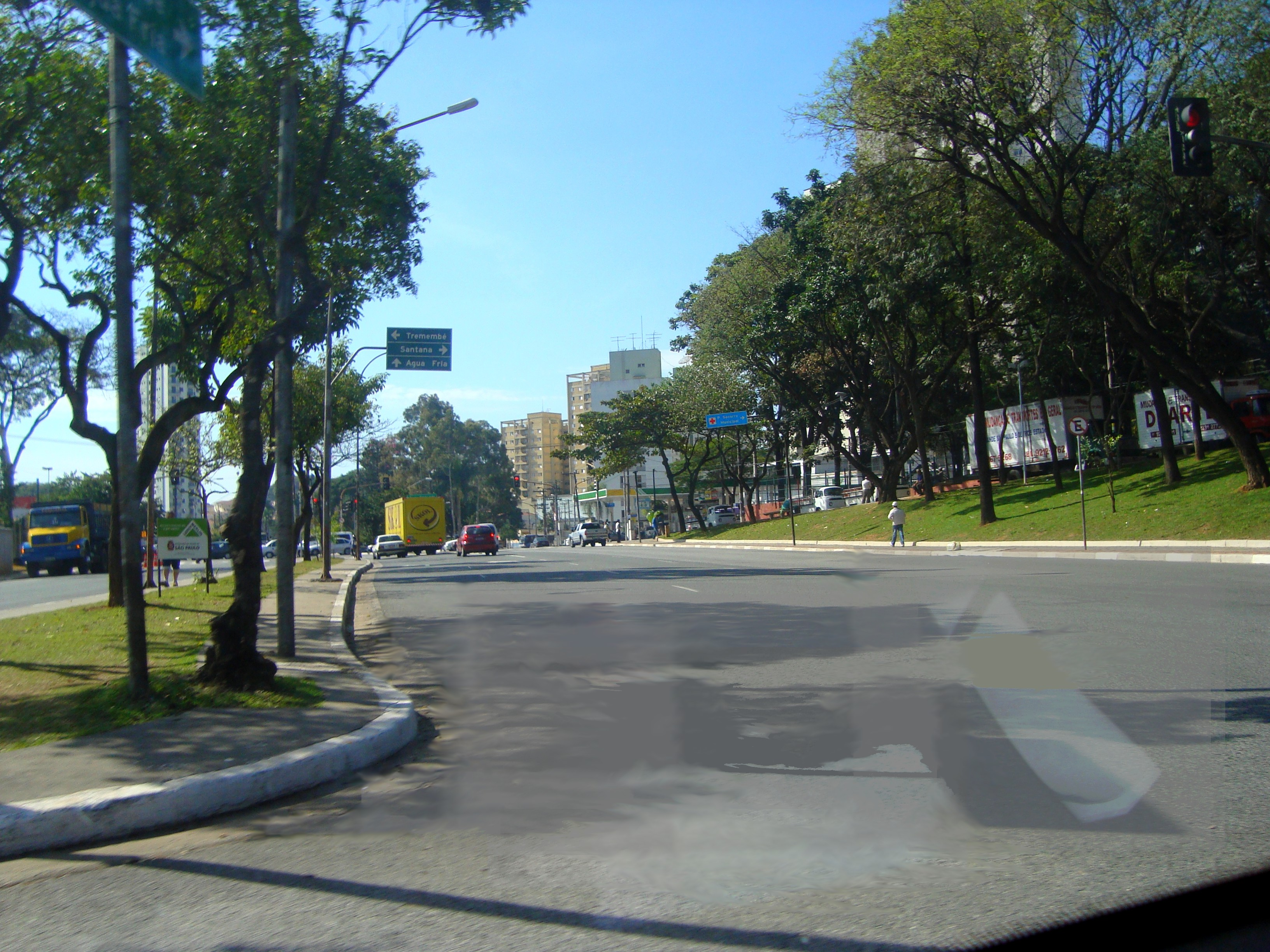
Avenue Engenheiro Caetano Álvares.

Ses principales voies d'accès qui traversent le quartier sont l'avenue Engenheiro Caetano Álvares et la rua Conselheiro Moreira de Barros. Dans le quartier se trouvent également l'avenue Santa Inês et le dernier tronçon de la rua Voluntários da Pátria.

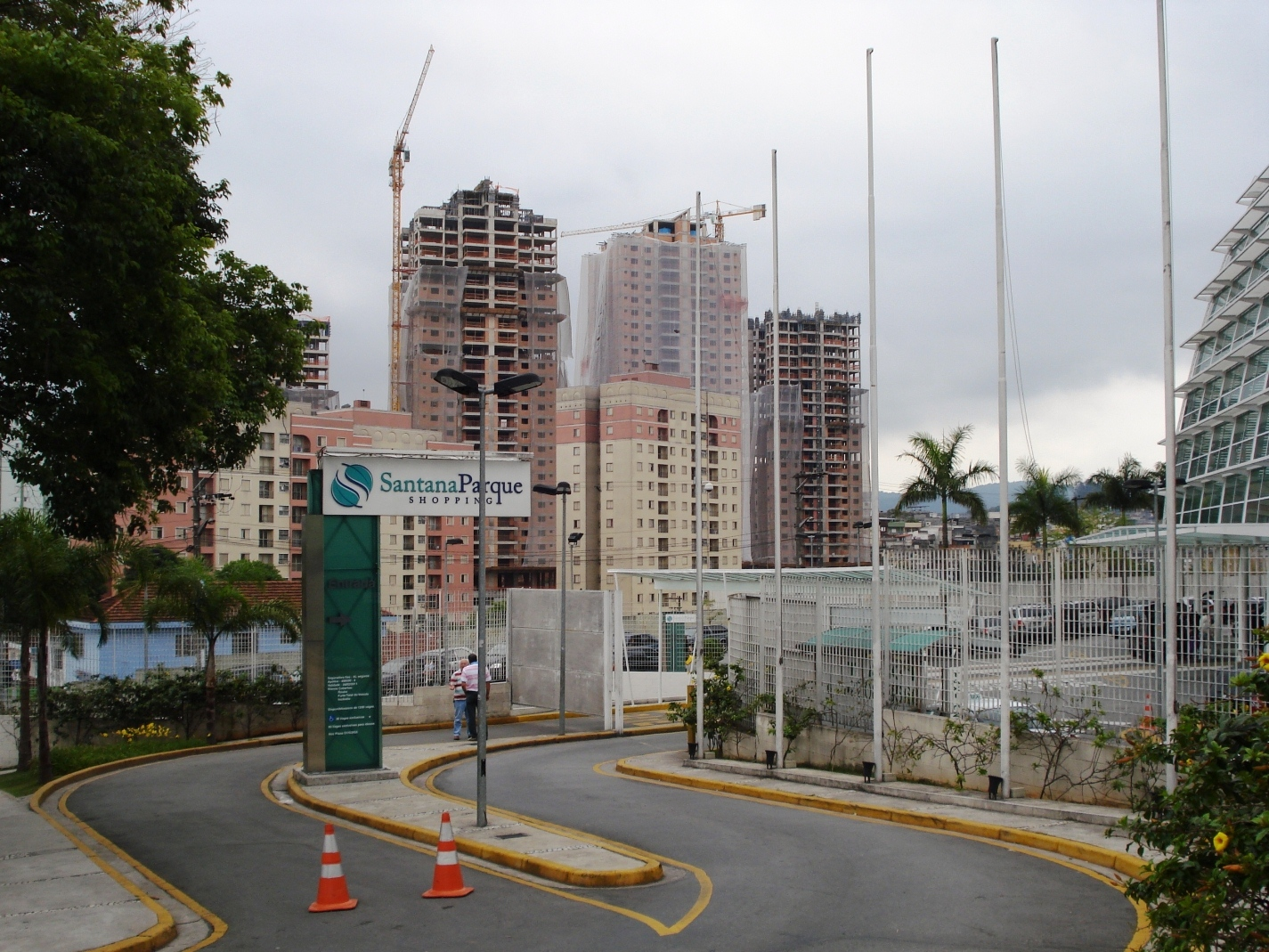
Lauzane Paulista, quartier au profil socio-économique changeant.

Mandaqui est une région de classe moyenne, avec de petites poches de pauvreté, avec 427 habitants de favelas (Source : IBGE 1996-2000). L'un des quartiers du quartier est Lauzane Paulista qui, après la création de Santana Parque Shopping en 2007, a pris de la valeur avec la construction de projets immobiliers de standing moyen. Cependant, il y a un stratagème de marketing derrière ces versions, elles sont annoncées comme si elles étaient situées dans Santana ou Alto de Santana, des régions plus valorisées.
Le quartier a quelques options de loisirs, comme plusieurs bars sur l'avenue Engenheiro Caetano Álvares et un centre commercial situé dans le quartier Lauzane Paulista, le Santana Parque Shopping. À Mandaqui fait également partie du Horto Florestal, tandis que l'autre partie appartient au district de Tremembé. À l'extrémité nord du district se trouve la Serra da Cantareira et la frontière avec la municipalité de Mairiporã. L'accès au sommet de la chaîne de montagnes et à la municipalité voisine peut se faire via l'estrada Santa Inês (continuation de l'avenue Santa Inês).
À la frontière du district voisin de Santana avec le district de Mandaqui se trouve le Conjunto Hospitalar do Mandaqui.

## Districts et municipalités limitrophes
- Mairiporã (Nord)
- Santana (Sud)
- Cachoeirinha (Ouest)
- Tremembé (Nord-Est)
- Casa Verde (Sud-Ouest)
- Tucuruvi (Est)